# Vela nos Jogos Pan-Americanos de 2003 - Laser masculino
As regatas da classe Laser masculino da vela nos Jogos Pan-Americanos de 2003 foram disputadas em Santo Domingo, República Dominicana.

## Medalhistas
| Ouro   | BRA Robert Scheidt   |
| Prata  | CAN Bernard Luttmer  |
| Bronze | CHI Matias del Solar |

## Resultados
| Pos.              | Atleta                  | Regata | Regata | Regata | Regata | Regata | Regata | Regata | Regata | Regata | Regata | Regata | Regata | Pontos | Pontos |
| Pos.              | Atleta                  | 1      | 2      | 3      | 4      | 5      | 6      | 7      | 8      | 9      | 10     | 11     | 12     | Tot.   | Net    |
| ----------------- | ----------------------- | ------ | ------ | ------ | ------ | ------ | ------ | ------ | ------ | ------ | ------ | ------ | ------ | ------ | ------ |
| Medalha de ouro   | BRA Robert Scheidt      | 1      | 1      | 1      | 1      | 1      | 1      | 1      | 1      | 1      | 1      | (DNS)  | (DNS)  | 43     | 10     |
| Medalha de prata  | CAN Bernard Luttmer     | 3      | (5)    | 2      | 3      | 3      | 3      | 2      | 5      | 2      | (6)    | 1      | 1      | 36     | 25     |
| Medalha de bronze | CHI Matias del Solar    | 4      | 4      | (DSQ)  | 2      | 2      | (5)    | 5      | 2      | 4      | 2      | 2      | 2      | 50     | 29     |
| 4                 | ARG Diego Emilio Romero | 2      | 2      | 3      | 4      | 4      | 2      | 3      | 3      | (8)    | 3      | 4      | (5)    | 43     | 30     |
| 5                 | USA Bradley Richardson  | 5      | 3      | 5      | 6      | 5      | (11)   | (14)   | 4      | 6      | 9      | 5      | 3      | 76     | 51     |
| 6                 | CUB José Urbay          | 7      | 8      | 6      | 8      | 6      | (9)    | 4      | 6      | 3      | 7      | (9)    | 6      | 79     | 61     |
| 7                 | BER Alexander Kirkland  | (13)   | (11)   | 4      | 10     | 8      | 6      | 8      | 9      | 7      | 4      | 6      | 8      | 94     | 70     |
| 8                 | VEN Johnny Bilbao       | 6      | 7      | 9      | 5      | (10)   | (13)   | 10     | 7      | 5      | 10     | 3      | 9      | 94     | 71     |
| 9                 | URU Miguel Aguerre      | 8      | 6      | 7      | (12)   | 11     | 10     | 6      | 10     | (12)   | 5      | 7      | 4      | 98     | 74     |
| 10                | PER Augusto Nicolini    | 9      | (12)   | 12     | 7      | 9      | 4      | (13)   | 12     | 10     | 8      | 12     | 7      | 115    | 90     |
| 11                | ANT Karl James          | 12     | 9      | 10     | (13)   | 7      | 8      | (15)   | 8      | 9      | 13     | 8      | 10     | 122    | 94     |
| 12                | ISV Anthony Kouton      | 10     | (14)   | 13     | 11     | 13     | 7      | 7      | 11     | (14)   | 11     | 11     | 13     | 135    | 107    |
| 13                | MEX Pablo Rabago        | 11     | 13     | 8      | (14)   | 12     | 12     | 9      | 14     | 11     | (15)   | 13     | 12     | 144    | 115    |
| 14                | DOM André Martinie      | 14     | 15     | 14     | 9      | (DNS)  | (DNS)  | 11     | 13     | 13     | 12     | 10     | 11     | 154    | 122    |
| 15                | PUR Alejandro Berrios   | (15)   | 10     | 11     | (15)   | 14     | 14     | 12     | 15     | 15     | 14     | 14     | 14     | 163    | 133    |

Legenda
| Recorde mundial      | Recorde mundial (World record)               |                       | Recorde africano                      | Recorde africano (African) |                                           | Q | Classificado por posição (Qualified) |
| Recorde olímpico     | Recorde olímpico (Olympic record)            | Recorde da América    | Recorde da América (Americas)         | q                          | Classificado por melhor tempo (Qualified) |   |                                      |
| Melhor marca do ano  | Melhor marca do ano (World leading)          | Recorde asiático      | Recorde asiático (Asian)              | DNS                        | Não largou (Did not start)                |   |                                      |
| Recorde nacional     | Recorde nacional (National record)           | Recorde europeu       | Recorde europeu (European)            | DNF                        | Não terminou (Did not finish)             |   |                                      |
| Recorde pessoal      | Recorde pessoal do atleta (Personal best)    | Recorde da Oceania    | Recorde da Oceania (Oceania)          | DSQ / DQ                   | Desclassificado (Disqualified)            |   |                                      |
| Recorde da temporada | Recorde da temporada do atleta (Season best) | Recorde sul-americano | Recorde sul-americano (South America) | NM                         | Sem marca (No mark)                       |   |                                      |

### Vela
| M   | Regata da Medalha da qual só participam os dez primeiros colocados das regatas anteriores  |  |  | CAN | Regata cancelada |
| BFD | Desclassificado por bandeira preta (Black Flag Disqualified)                               |  |  |     |                  |
| UFD | Desclassificado por bandeira "U" (U Flag Disqualified)                                     |  |  |     |                  |
| OCS | Largada queimada (On the Course Side of the starting line)                                 |  |  |     |                  |
| DNE | Desclassificação sem eliminação (infração a um item do regulamento da prova – Did Not End) |  |  |     |                  |